# 조르지뉴 (1991년)
조르지뉴라고 잘 알려진, 조르지 루이스 프렐루 필류(포르투갈어: Jorge Luiz Frello Filho, 1991년 12월 20일 ~ )는 캄페오나투 브라질레이루 세리이 A의 축구 클럽 플라멩구에서 미드필더로 뛰는 이탈리아의 축구 선수이다.

## 클럽 경력

### 초기 경력
그는 브라질에서 태어났으나 아주 어릴때 이탈리아로 이민을 왔고 자랐다. 그는 베로나의 유소년 선수이다. 2010년 6월, 조르지뉴는 그의 첫 성인팀 전체 시즌을 보낸 세리에 C2의 삼보니파체세로 임대를 떠나, 중앙 미드필더로 뛰며 31경기에 출전하여 1골과 10개의 도움을 기록했다.

### 엘라스 베로나
삼보니파체세에서 좋은 시즌을 보낸후, 그는 베로나로 복귀했다. 그는 2011년 9월 4일에 사수올로를 상대로 76분에 교체 출전하며 그의 1군팀 데뷔전을 치렀다.

### 나폴리
2014년 1월 18일, 그는 베로나와 4년 6개월의 공동 소유 계약을 통하여 나폴리에 입단했다. 2월 12일, 그는 3-2로 이긴 로마와의 코파 이탈리아 4강 1차전에서 나폴리의 마지막골을 넣었고 결승전에 진출하였다.

### 첼시
2018년 7월 14일, 5년 계약을 맺으며 첼시로 이적했다. 이적료는 초기 5000만 파운드 (약 757억)에 옵션을 충족하면 추후 5700만 파운드(약 863억)에 달한다.

### 아스널
2023년 1월 31일, 1년 연장 옵션이 포함된 1년 반 계약을 맺으며 같은 런던 연고지의 아스널로 이적했다. 이적료는 1200만 파운드 (약 182억)이다.

## 국가대표팀 경력
그는 브라질과 이탈리아 대표팀 둘 모두에서 뛸 수 있었다. 2012년에 이탈리아 U-21 대표팀에 데뷔전을 치렀다. 그는 이탈리아 대표팀에서 뛰기로 선언했으나 2014년 FIFA 월드컵 선수 명단에는 포함되지 못하였다.

## 수상 경력
나폴리
- 코파 이탈리아: 2013-14
- 수페르코파 이탈리아나: 2014

첼시
- UEFA 유로파리그: 2018-19
- UEFA 챔피언스리그: 2020-21
- UEFA 슈퍼컵: 2021
- FIFA 클럽 월드컵: 2022

이탈리아
- UEFA 유로 : 2020[6]

개인
- UEFA 유로 대회 베스트 : 2020[7]
- UEFA 챔피언스리그 시즌 스쿼드 : 2020–21[8]
- UEFA 유로파리그 시즌 스쿼드 : 2018–19[9]
- UEFA 올해의 선수 : 2021
- FIFA 월드 베스트 XI : 2021
- 발롱도르 포디움(3위) : 2021